# Haratyni
Haratyni (arab. Harratine, berb. Ihratine) – grupa etniczna żyjąca na terenie Mauretanii i południowego Maroka. Są czarnoskórymi potomkami niewolników i prawdopodobnie dawnej ludności Sahary (sprzed kolonizacji arabskiej), co przyczynia się do ich niskiego statusu społecznego. Zamieszkują głównie oazy, gdzie zajmują się przede wszystkim uprawą roli, a także kowalstwem i garncarstwem. Są muzułmanami.